# 荀偃
荀偃（？—前554年2月20日），荀氏、因祖父官名又为中行氏，名偃，字伯游，谥号献。中国春秋時期晋国政治人物、将軍。荀林父之孙，荀庚（中行庚、中行宣子）之子。又称中行伯、中行偃、中行献子。

## 生平
中行偃是晋国名門荀氏本家中行氏的嫡子，前575年，鄢陵之战为上軍佐，为打败楚国立下大功。後来次卿、中軍佐文子士燮去世，他帮助晋厉公诛灭郤氏，他因此昇進次卿、中軍佐，听说厲公又要联合胥氏诛灭中行氏、栾氏。前573年，与欒書弑殺厲公。立晋襄公之孫孫周为晋悼公，自降为上軍佐。
前563年，范宣子和中行偃建议晋悼公消灭妘姓小国逼阳（今山东枣庄市峄城区南）。战况激烈，一次幸亏鲁国将军叔梁纥力气大，才没有使逼阳的埋伏得逞。力克逼阳赠与宋国右师向戌，向戌不敢要，献给宋国国君。560年，正卿、中軍将智罃去世，次卿、中軍佐范宣子士匄应当继任。但他让给了上军将中行偃。
前559年，晋军联合齐、宋、鲁、卫、郑、曹、莒、邾、滕、薛、杞、小邾等13个同盟国攻打秦国，中行偃为主帅，命令：“明晨鸡叫时套车，填塞水井，推平灶台，唯余马首是瞻。”下軍将欒黶、下軍佐魏絳却带着下军提前回国了。
前557年，中行偃率领晋军联合郑、宋、鲁、卫在湛阪之战大胜楚国。前555年、魯国遭到齐国攻打，中行偃率领晋军联合宋、鲁、卫、郑、曹、莒、邾、滕、薛、杞、小邾討伐齐国，齐国首都臨淄差点陷落。前554年，在回晋国途中发病，其子中行吴（中行穆子）继位，二月二十去世。谥号献，史称中行献子。